# Philonthus dimidiatipennis
Philonthus dimidiatipennis es una especie de escarabajo del género Philonthus, familia Staphylinidae. Fue descrita científicamente por Erichson en 1840.
Se distribuye por Europa. Habita en Argelia, Marruecos, sur de Rusia, Armenia, Turquía, Irak, Irán, Afganistán, Kazajistán, Uzbekistán, Mongolia y Mongolia Interior, en China.